# Aeroportul Municipal Selma
Aeroportul Municipal Selma (IATA: SES, ICAO: KSES) este un aeroport din Alabama, Statele Unite ale Americii ce deservește zona Selma. A fost numit după zona deservită.
aeroportul dispune de o singură pistă.